# Néjib Abada
Néjib Abada, né le 30 avril 1954, est un footballeur tunisien.

## Biographie
Il évolue au poste de milieu de terrain au sein du Club africain.

## Carrière
- 1974-1984 : Club africain (Tunisie)[1]
- 1984-1985 : Olympique de Béja (Tunisie)[1]

## Palmarès
- Champion de Tunisie : 1974, 1979, 1980
- Vainqueur de la coupe de Tunisie : 1976
- Vainqueur de la Supercoupe de Tunisie : 1979
- Vainqueur de la coupe du Maghreb des clubs champions : 1975, 1976

## Sélections
- 1 match international[1] : Tunisie-Suède (1-1), le 28 février 1976 (amical)